# Maastrichtsche Tram
De Maastrichtsche Tram was een trambedrijf in de Nederlandse stad Maastricht, dat van 22 april 1896 tot 16 oktober 1902 enkele tramstellen met gasmotor exploiteerde. Het traject was een stadslijn tussen het toenmalige Station Maastricht Staatsspoor en de Boschstraat/Maagdendries.

## Geschiedenis
Van 1884 tot 1896 onderhield de particuliere Maastrichtsche Omnibus-Maatschappij met vier paardenomnibussen een vaste dienstregeling tussen het Wycker stationsgebied en de Boschstraat, via Vrijthof en Markt, een traject van nog geen twee kilometer. De remise en paardenstalling bevond zich nabij de voormalige Boschpoort. De dienstregeling sloot geheel aan op die van de treinen. Dagelijks maakten gemiddeld 170 reizigers gebruik van de paardenkoetsen met opschrift Omnibus Maestrichtois. Na enkele jaren winst gemaakt te hebben, werd er in de jaren 1890 alleen nog maar verlies geleden.
In 1894 vroeg de Maastrichtsche Omnibus-Maatschappij (MOM) een concessie aan om rails op dit traject aan te leggen ten behoeve van een paardentram. De gemeenteraad besloot daarop de trambaan in eigen beheer aan te leggen. De directeur van Gemeentewerken, ir. W.J.H. (Jos) Bauduin, reisde naar het Duitse Dessau om daar het nieuwste van het nieuwste in bedrijf te zien: een tram met een gasmotor. Bauduin meende dat Maastricht zich daarmee "à la tête de la civilisation" zou kunnen plaatsen. Vanaf 1896 reden op het traject van de MOM drie gemeentelijke gasmotortrams, maar vanwege tegenvallende prestaties (met name de brughellingen bleken problematisch) werd de dienstregeling op 16 oktober 1902 stopgezet. Na negen maanden zonder openbaar vervoer, werden omstreeks juni 1903 'ouderwetse' paardentrams ingezet, waarmee Maastricht in de ogen van velen "terug bij af" was, hoewel in de meeste Nederlandse steden toen nog paardentrams reden.
Omdat er, afgezien van het eerste jaar, voortdurend exploitatietekorten waren – de tram werd niet structureel gesubsidieerd – was er in de gemeenteraad regelmatig discussie over het voortbestaan van de tram. Nadat in 1914 op de Maasbrug een versperring was aangebracht vanwege de Eerste Wereldoorlog, werd de exploitatie beëindigd. In 1917 verdwenen de laatste rails uit het wegdek. Vanaf 1919 namen aanvankelijk elektrische, vanaf 1921 benzineautobussen het openbaar vervoer tussen het (nieuwe) station en de binnenstad over.

## Route

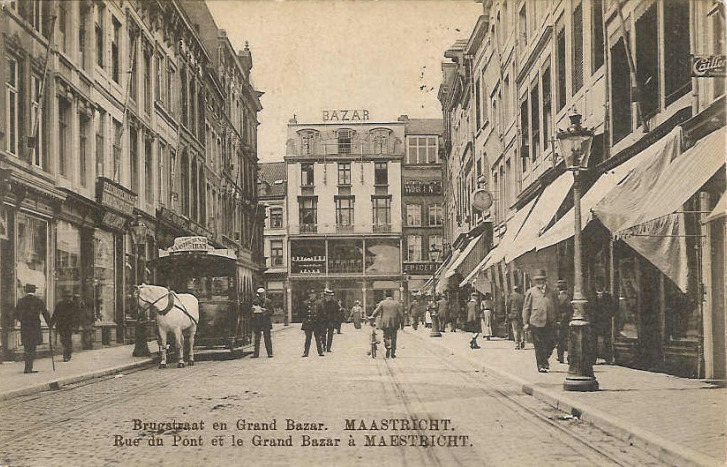
De paardentram omstreeks 1910 in de Maastrichter Brugstraat

Vanaf het Station Staatsspoorwegen reed de tram in zuidelijke richting over de toegangsweg naar het station, die toen tussen (en parallel aan) de spoorlijn naar Luik en de rangeerlijn van Staatsspoorwegen liep. Ter hoogte van Villa Wyckerveld stak de tram het Luikerspoor over en reed daarna min of meer in rechte lijn westwaarts via de Stationsstraat, Wycker Brugstraat en Sint Servaasbrug tot aan het einde van de Maastrichter Brugstraat. Vervolgens rechtsaf via de Kleine Staat, linksaf via de Grote Staat naar het Vrijthof. Vandaar liep de lijn verder via de Helmstraat of Statenstraat naar de Grote Gracht en de Markt en vervolgens naar de Boschstraat. Het eindpunt bevond zich bij de glas-, kristal- en aardewerkfabrieken van Petrus Regout & Co. (vanaf 1899 De Sphinx), aanvankelijk in het noordelijk deel van de Boschstraat, later op de Maagdendries, waar zich ook de remise bevond (terrein Gemeentewerken, Lindenkruis).
De tramlijn was grotendeels eensporig; alleen bij het station, op de Maasbrug en in de Maastrichter Brugstraat lag dubbelspoor. Op enkele andere plekken, zoals het Vrijthof, waren passeersporen aangelegd. Zoals in die tijd gebruikelijk was in Maastricht, reden voertuigen op de Maasbrug links, ook de tram. Per 16 mei 1903 reden ze volgens een provinciale verordening op de brug rechts, "zoals in België gebruikelijk is". Voetgangers daarentegen moesten altijd links over de brug.

## Materieel
In eerste instantie werd een drietal gasmotortrams gekocht, genummerd 1-3. Een gasmotor werd gezien als een voordelig alternatief ten opzichte van de elektrische trams. Als voorbeeld diende de gasmotortram die in 1894 in Dessau in dienst was gesteld, waarschijnlijk met een viertaktmotor van 7 pk van het merk Otto. De Maastrichtse trams werden voorzien van motoren met 10 pk. De drie gesloten motorrijtuigen werden vermoedelijk gebouwd in Dessau door de Deutsche Gasbahn Gesellschaft met motoren van Deutz. Elk motorrijtuig kende 14 zitplaatsen. De rijtuigen zijn in oktober 1902 buiten gebruik gesteld.
Vanaf midden 1903 werd de exploitatie uitgevoerd als paardentram. Hiervoor werden 6 tweedehands tramwagons aangeschaft. Drie gesloten rijtuigen kwamen van de AOM uit Amsterdam (nummers 75-77, bouwjaar 1882). Deze rijtuigen kwamen als 1-3 in dienst. De 11-13 waren drie open rijtuigen van de Brusselse tram uit de serie 251-270 uit 1882, 234-240 (239) uit 1884 of de 536 uit de serie 536-545 uit 1888, met twintig zitplaatsen.

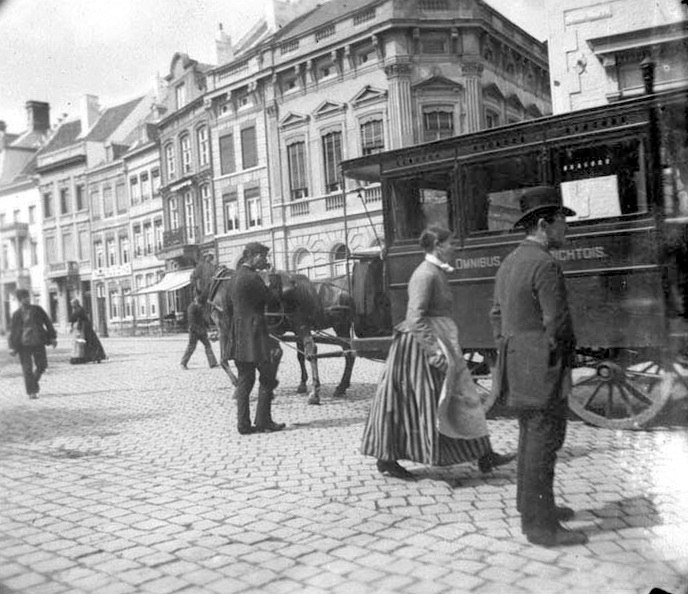
De Omnibus Maestrichtois op het Vrijthof, ca. 1890-1895
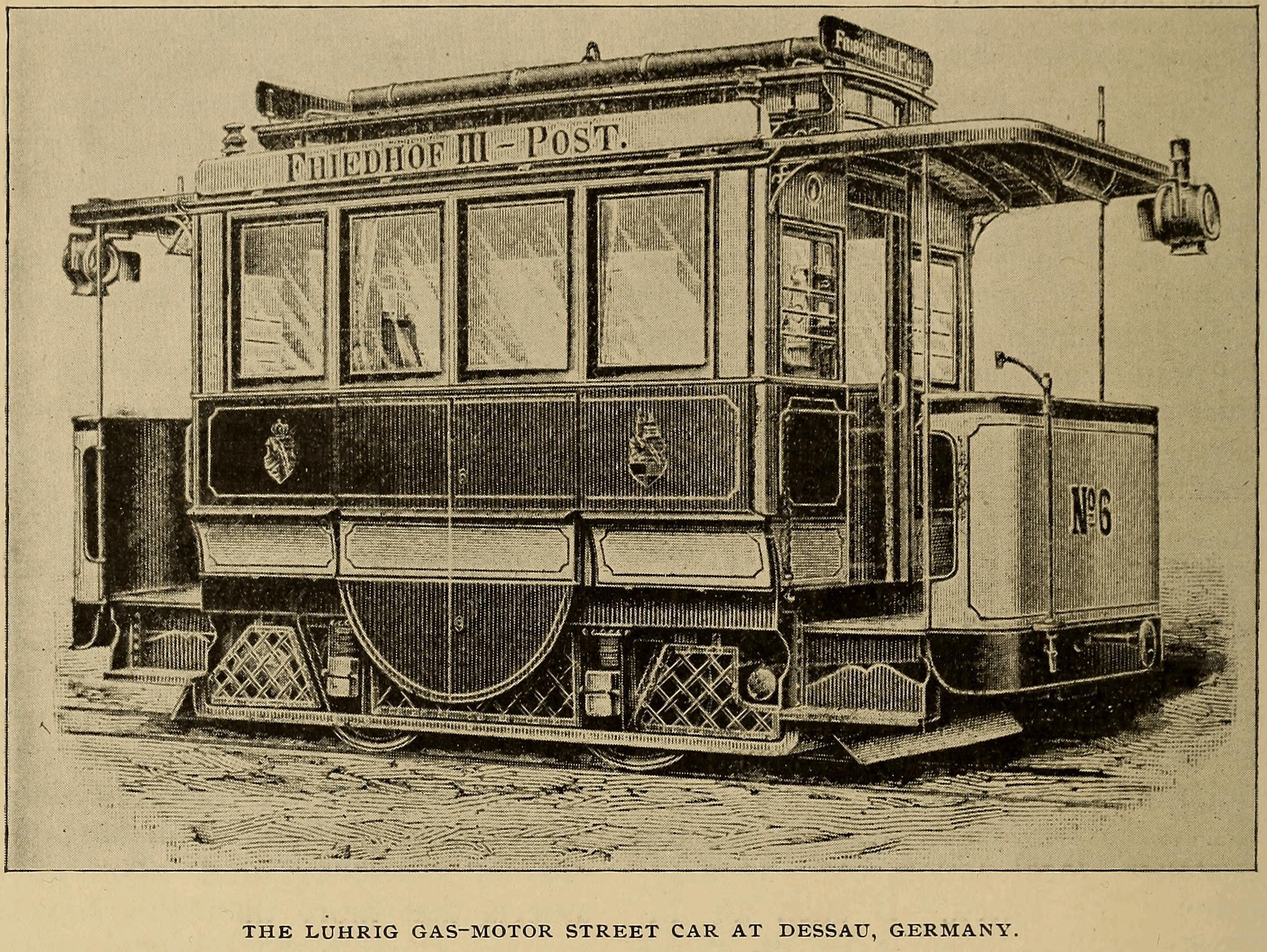
Gasmotortrams van de Dessauer Gasbahn uit 1894
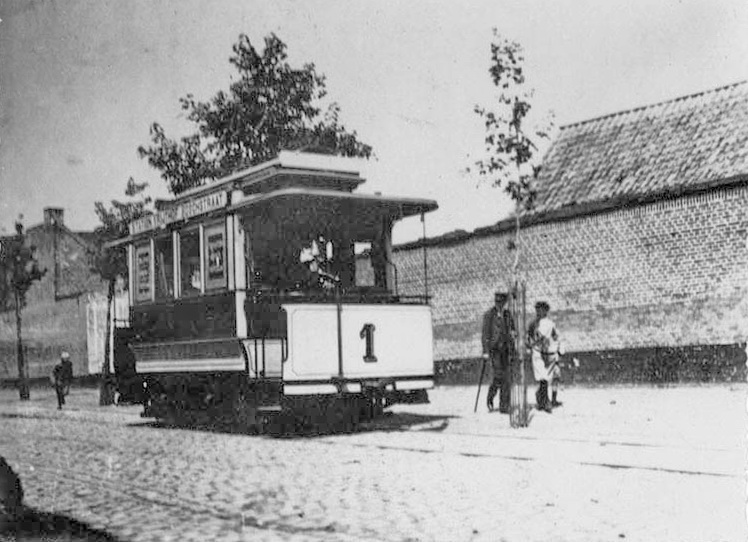
Gastram nr. 1 op de Maagdendries, 1902
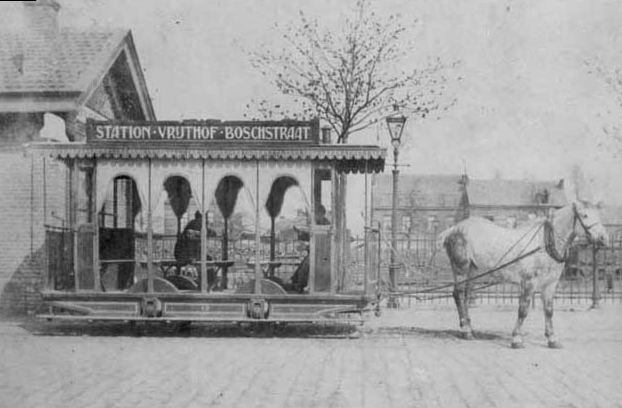
Paardentram bij Station Staatsspoor, 1907

## (Verdwenen) erfgoed
Van de Maastrichtsche Tram is, voor zover bekend, geen rijdend materieel bewaard gebleven. De tramrails zijn nergens meer zichtbaar. De remise aan het Lindenkruis, het gasvulstation op de hoek Boschstraat-Achter de Barakken en het gaspersstation bij de Maasbrug zijn verdwenen. Ook de fraai vormgegeven abri's in chaletstijl zijn afgebroken; die op het Vrijthof overigens pas tijdens de Tweede Wereldoorlog.

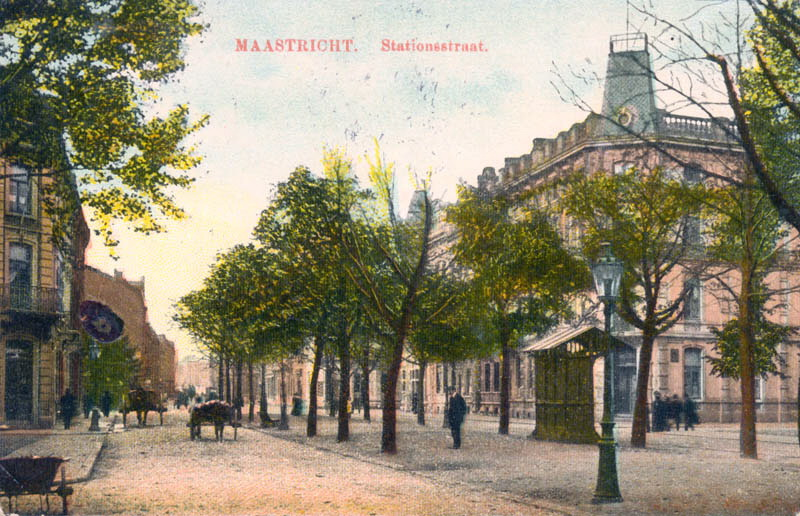
Abri in de Stationsstraat, ca. 1910
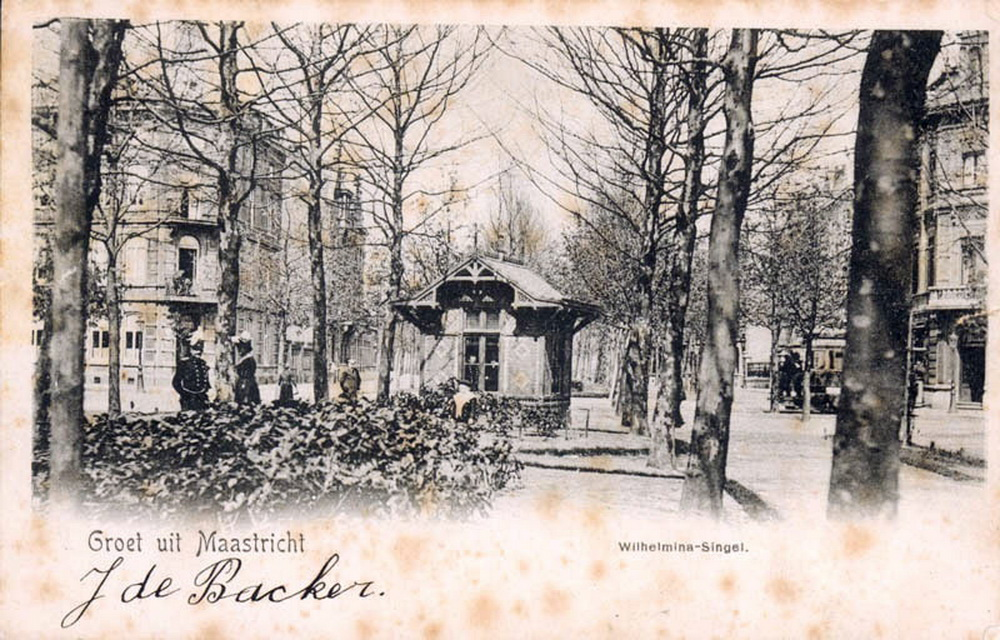
Abri op de Wilhelminasingel, kruising Stationstraat, 1902
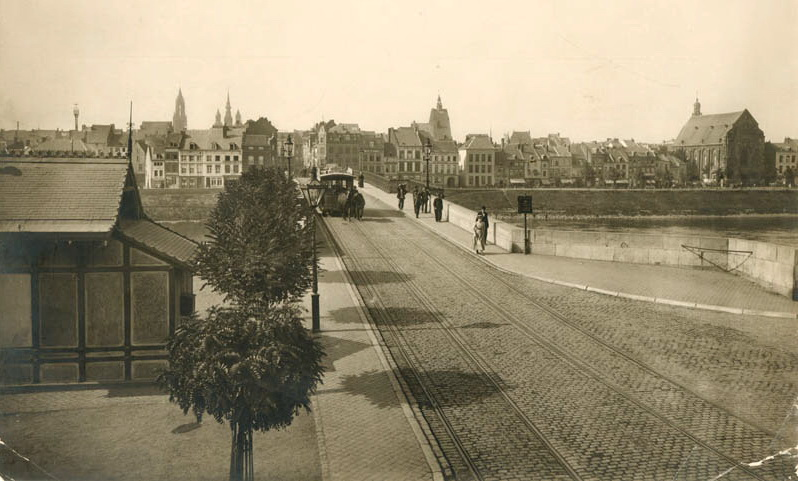
Abri en dubbelspoor op de brug, ca. 1905
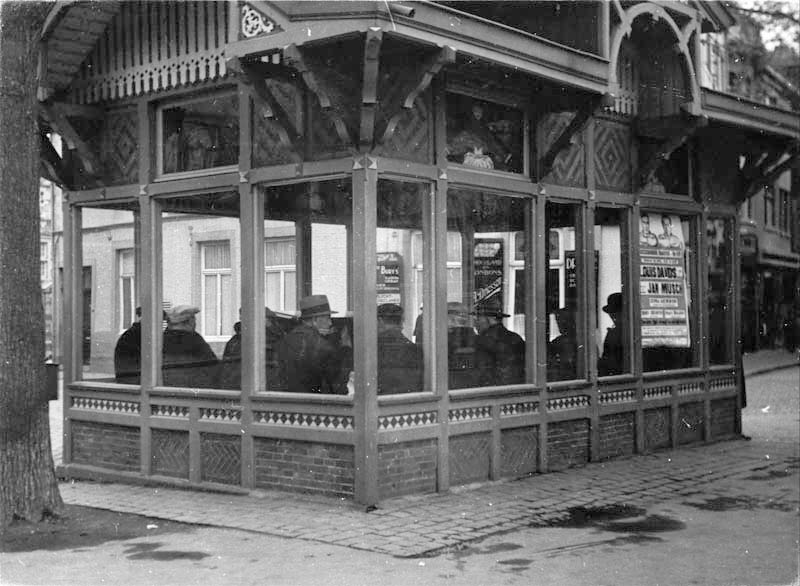
Abri op het Vrijthof, ca. 1920

Wat resteert is een deel van de voormalige omnibusremise aan de Boschstraat, in 1888 gebouwd voor de Maastrichtsche Omnibus-Maatschappij en in 1896 aangekocht door de Regout-fabrieken. In 1905 kwam de aanpalende Timmerfabriek van De Sphinx gereed, waarvan de remise een onderdeel werd. Het gebouw, dat op de gemeentelijke monumentenlijst staat, is in 2018 grotendeels gesloopt voor de bouw van de nieuwe zaal van de Muziekgieterij. De voorgevel bleef behouden en maakt thans deel uit van het poppodium. Het betreft een vrij eenvoudige baksteengevel met enkele neoclassicistische elementen, zoals de bakstenen pilasters en het segmentbogige fronton, dat de gevelbekroning vormt. Onder het fronton bevond zich een gevelsteen, vermoedelijk met opschrift, die is verwijderd.

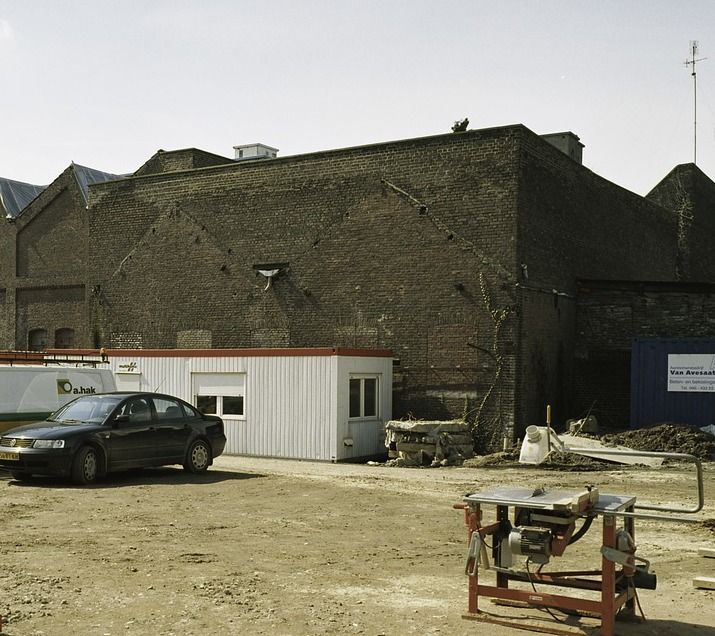
Achterzijde remise, 2006
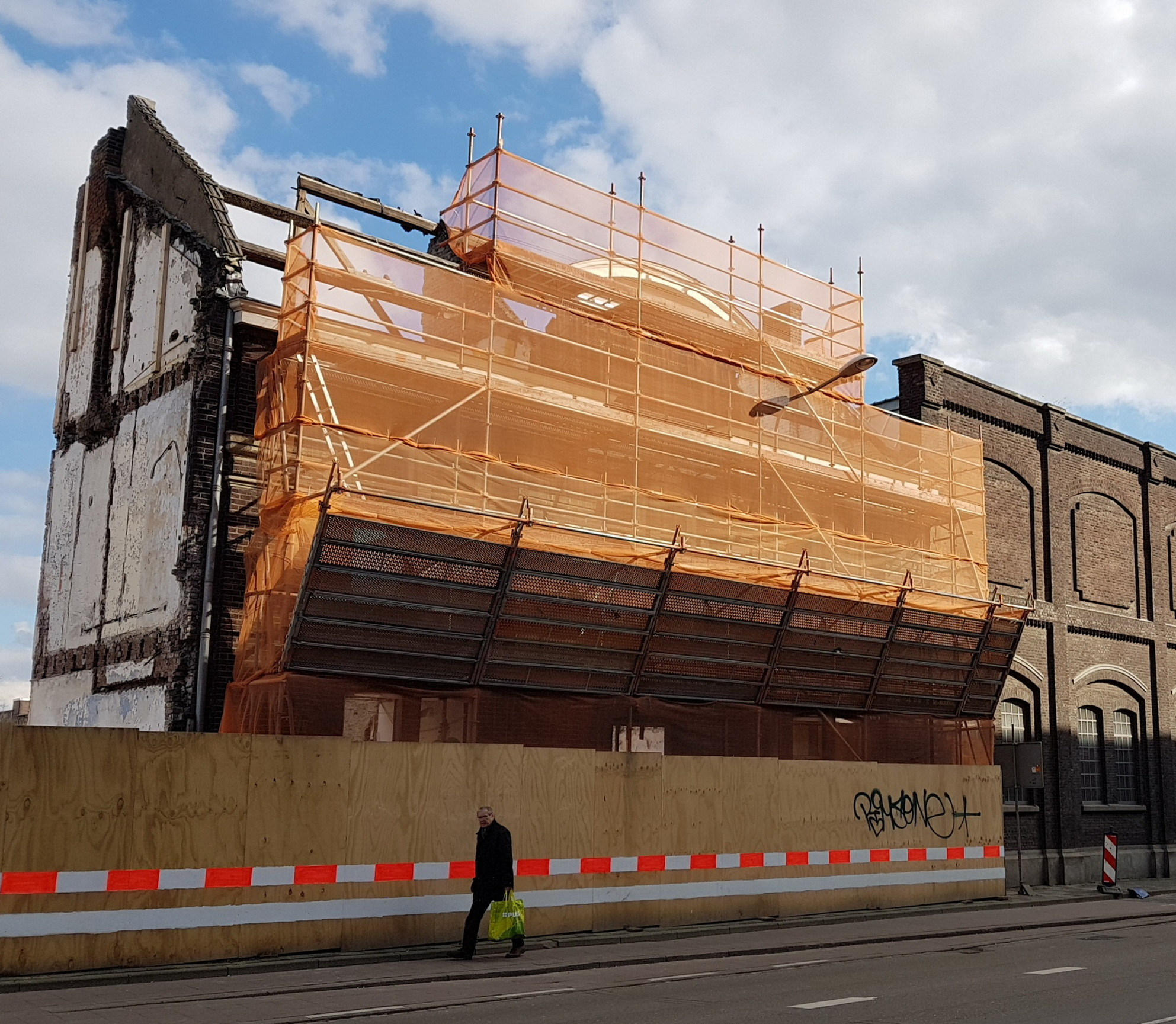
Gedeeltelijke sloop, 2018
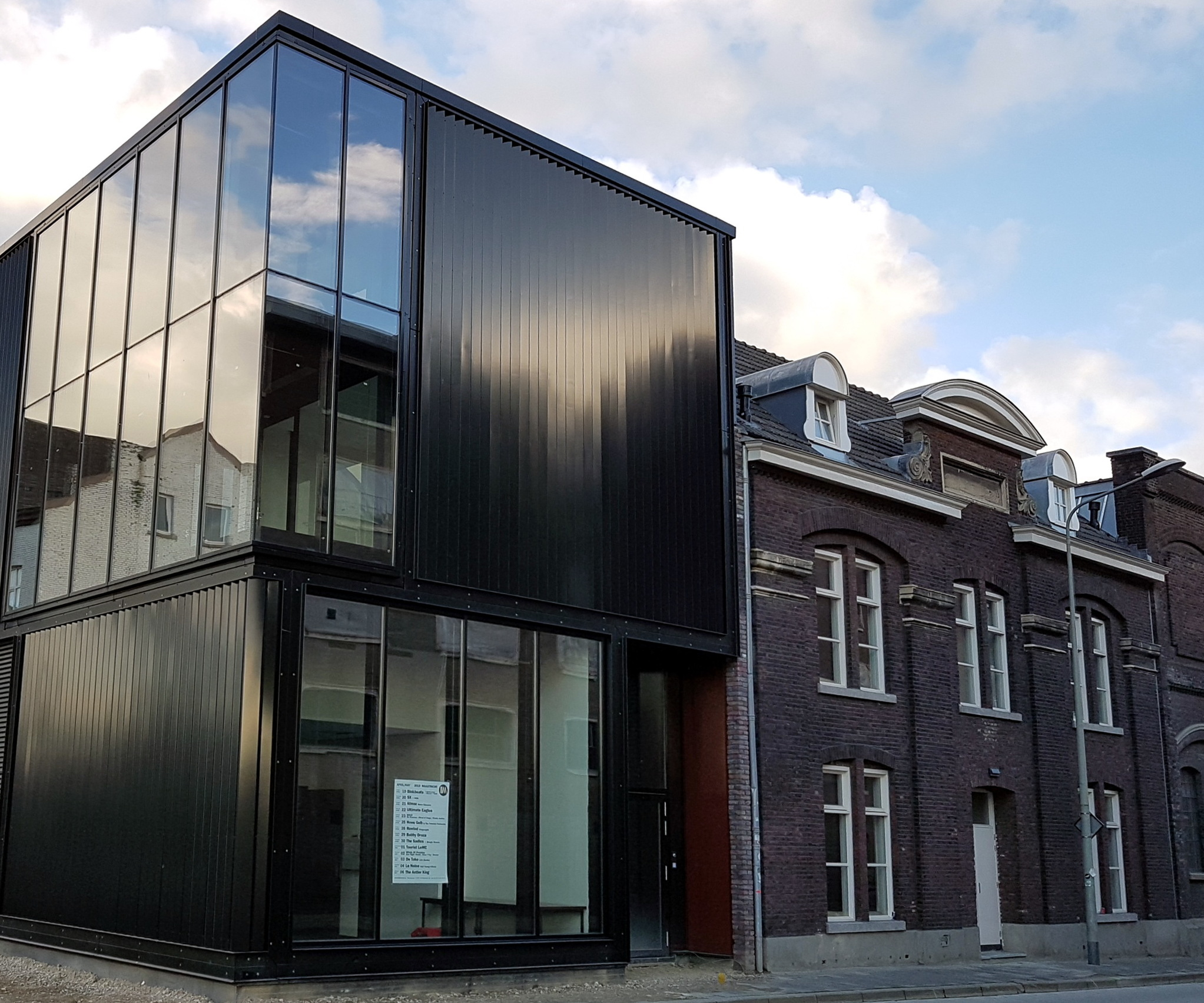
Muziekgieterij en remise
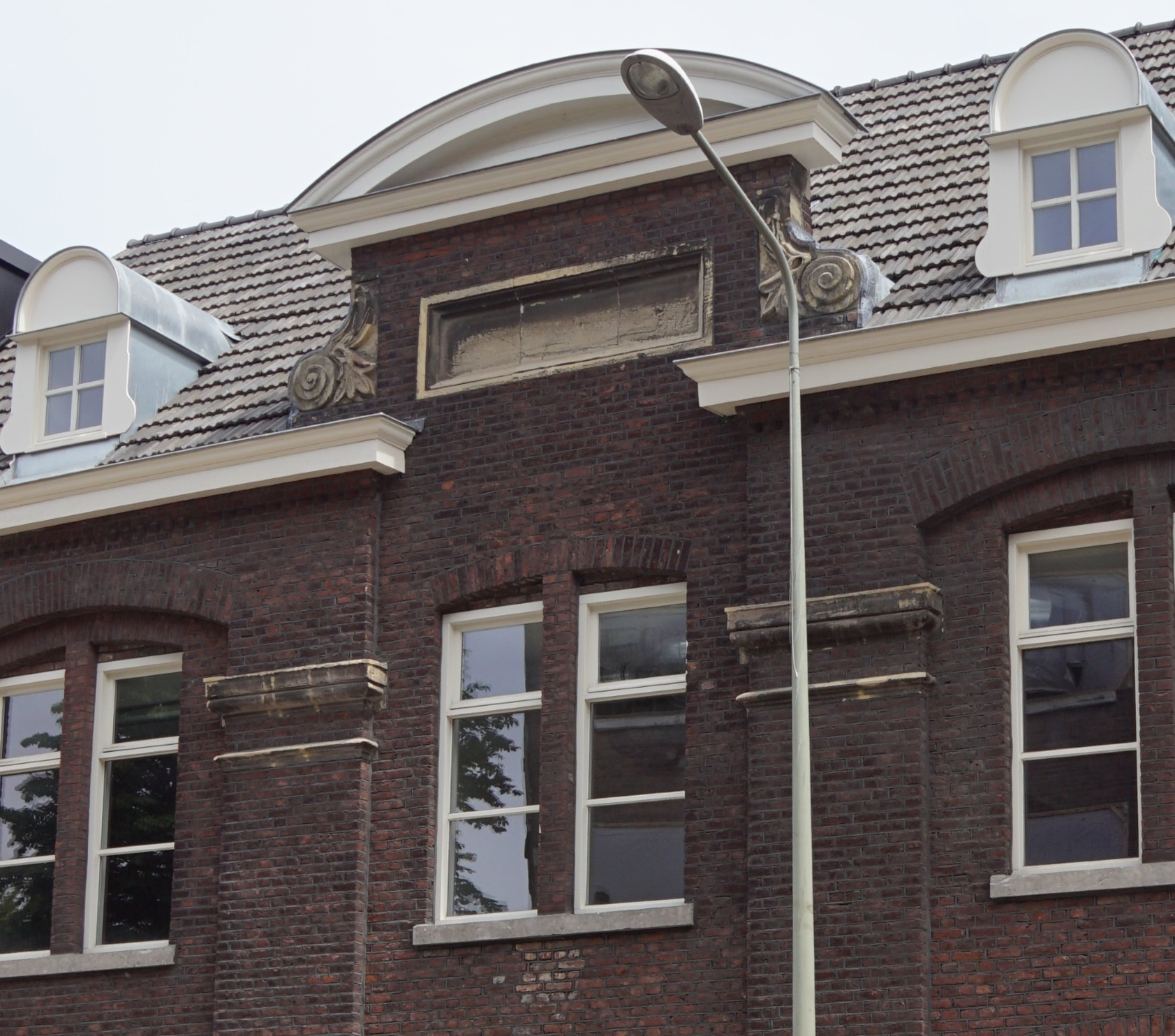
Geveldetail, 2019